# Francesco Nazzari
Francesco Nazzari (Borgo di Terzo, 13 dicembre 1638 – Roma, 19 ottobre 1714) è stato un presbitero, critico letterario e giornalista italiano, noto per aver pubblicato nel 1668 la prima rivista letteraria italiana, il Giornale de' Letterati.

## Biografia
Svolse la sua principale attività a Roma. Professore di filosofia alla Sapienza, fu il primo ad aver intrapreso nel 1668 la pubblicazione di una rivista di letteratura in Italia, che costituì il modello per le successive riviste letterarie: il Giornale de' Letterati il cui primo numero apparve il 28 gennaio 1668 con i tipi dello stampatore Nicolò Angelo Tinassi. Con l'incoraggiamento del futuro cardinale Michelangelo Ricci, Nazzari formò una società di letterati e di intellettuali i quali s'impegnarono a fornirgli i riassunti delle opere in lingua straniera pubblicate in Europa; lo stesso Nazzari curava le novità provenienti dalla Francia.
Nel 1675 continuò la pubblicazione della rivista con i tipi dello stampatore Giacomo Mascardi e con il finanziamento di Benedetto Carrara. Il precedente stampatore, Tinassi, continuò tuttavia ugualmente la stampa di un Giornale de' Letterati diretto da Giovanni Giustino Ciampini. Si ebbe pertanto l'uscita contemporanea di due periodici differenti, ma con lo stesso titolo. Il Nazzari proseguì la direzione del suo giornale fino al 1679; la rivista omonima continuò fino al 1683 (dal 1681 la direzione passò da Giovanni Ciampini a Filippo Maria Vettori).
Nazzari morì in tarda età; lasciò la sua ricca biblioteca in eredità alla chiesa dei Santi Bartolomeo e Alessandro dei Bergamaschi e devolse il suo patrimonio a favore della fondazione a Roma di un collegio per i giovani bergamaschi.